# Parassala
Parassala – miasto w Indiach, w stanie Kerala. W 2011 roku liczyło 34 096 mieszkańców. Siedziba syromalankarskiej eparchii Parassala.